# Delphinium bovei
Delphinium bovei är en ranunkelväxtart som beskrevs av Joseph Decaisne. Delphinium bovei ingår i släktet storriddarsporrar, och familjen ranunkelväxter. Inga underarter finns listade i Catalogue of Life.